# The Day Before
The Day Before — многопользовательская компьютерная игра в жанре шутера от третьего лица с элементами survival horror, разработанная компанией Fntastic и изданная MyTona. Действие игры разворачивается в будущем, игроки управляют персонажем, который должен исследовать и выжить в вымышленном постапокалиптическом городе Нью-Форчун Сити, захваченном зомби. Выход игры в раннем доступе состоялся 7 декабря 2023 года.
Игра была негативно воспринята критиками. В связи с длительной разработкой The Day Before, в отношении Fntastic возникли сомнения по поводу подлинности её компьютерной игры, которая была воспринята как мошеннический проект. Через четыре дня после релиза, 11 декабря 2023 года, компания Fntastic была закрыта из-за низких показателей продаж игры, которая была снята с рынка на следующий день. 22 января 2024 года серверы The Day Before были закрыты.

## Сюжет
Действие игры происходит в постапокалиптической версии США, в которой мир после пандемии захватили зомби. Игрок пробуждается в вымышленном городе Нью-Форчун Сити, расположенном на восточном побережье США. После чего присоединяется к другим выжившим в колонии, чтобы заново построить общество.

## Разработка
27 января 2021 года The Day Before была анонсирована на официальном YouTube-канале студии Fntastic.
На фестивале IGN Fan Fest 2021, проводившимся с 26 по 27 февраля 2021 года, разработчики игры представили кадры игрового процесса.
9 апреля 2021 года вышел геймплей-трейлер игры.
15 октября 2021 года на IGN прошло специальное мероприятие, посвящённое The Day Before, где разработчики представили новые кадры игрового процесса игры, показали первый полноценный трейлер, а также объявили дату выхода — 21 июня 2022 года.
5 января 2022 года вышел первый трейлер игры с включённой трассировкой лучей и NVIDIA DLSS.
5 мая 2022 года разработчики объявили, что в связи с переносом игры на Unreal Engine 5, релиз игры состоится 1 марта 2023 года.
Долгое время The Day Before была самой желаемой игрой в Steam, но в начале июля её обогнала Stray. Ненадолго вернувшись обратно на первое место, она в начале 2023 года уступила Hogwarts Legacy.
25 января 2023 года Valve удалила из Steam страницу игры из-за жалобы правообладателя торговой марки The Day Before, о существовании которой разработчики не знали. Вскоре, в тот же день, Fntastic объявила о переносе игры до 10 ноября, пока не урегулируются проблемы.
17 февраля 2023 года разработчики на своём YouTube-канале рассказали о том, что разработка игры началась в 2019 году, и показали фрагменты из ранней версии — по словам Fntastic, игра на данном этапе разработки выглядит совершенно по-другому. В 2020 году Fntastic решила «поднять свои стандарты», чтобы игра «стала не только игрой нашей мечты, но и игрой, которая смогла бы завоевать в место сердцах, как можно большего количества людей».
3 августа 2023 года студия подала в Управление США по патентам и торговым маркам заявку на регистрацию товарного знака Dayworld.
1 ноября 2023 года на официальном YouTube-канале Fntastic вышел финальный трейлер игры. Разработчики перенесли дату выхода игры до 7 декабря 2023 года, причём на момент выхода, проект будет находиться в раннем доступе.
11 декабря 2023 года студия Fntastic объявила в Твиттере о своём закрытии из-за «финансового краха» The Day Before. Дальнейшая разработка проекта, который находится в раннем доступе, будет приостановлена. Однако при этом представители студии заявили, что серверы игры продолжат свою работу. Уже на следующий день игру сняли с продаж в Steam, а возврат средств будет осуществлён всем желающим. 22 января 2024 года серверы игры были закрыты.

## Восприятие

### Критика волонтёрства
В конце июня Fntastic объявило о поиске волонтёров для помощи в создании своих проектов, в том числе The Day Before. Но вскоре, ряд СМИ раскритиковало разработчиков, ссылаясь на то, что они поддерживают использование неоплачиваемого труда. Спустя некоторое время, основатели Fntastic прокомментировали ситуацию: 
Волонтёрство в Fntastic означает, что человек работает добровольно. Мы считаем всех членов команды, включая сотрудников, волонтёрами, то есть добровольцами. Эта идея исходит из нашего собственного опыта и устремлений. Мы — Эдуард и Айсен, основатели Fntastic — считаем себя волонтёрами не только внутри организации, но и по жизни.
Вокруг игры собралась масса негативных отзывов и комментариев, а вскоре, после очередного переноса игры, фанаты и вовсе усомнились в существовании самой игры.

### Обвинения в плагиате
6 февраля 2023 года разработчики Fntastic были обвинены в плагиате, так как игроки заметили сходство трейлера The Day Before с трейлером Call of Duty: Black Ops Cold War. Позже пользователи заметили, что некоторые фрагменты трейлеров The Day Before и The Last of Us, а также некоторые рекламные материалы в игре, например, ключевой арт, также имеют сходства.

### Отзывы игроков
После выхода The Day Before в ранний доступ она получила «крайне отрицательные» отзывы пользователей в Steam. Игроки критиковали игру за отсутствие рукопашного боя, недостатки искусственного интеллекта, дизайн и размер игрового мира, а также технические проблемы. По мнению пользователей, игра была похожа на экстракционный шутер, а не на массовую многопользовательскую онлайн-игру, как было заявлено в рекламе.

### Отзывы критиков
| Иноязычные издания | Иноязычные издания |
| Издание            | Оценка             |
| ------------------ | ------------------ |
| IGN                | 1/10               |

Эд Найтингейл из Eurogamer подверг критике техническую составляющую проекта. По его мнению The Day Before страдает от эффекта pop-in, когда объекты игрового мира появляются перед игроком по мере передвижения, а «частота кадров в игре просто ужасающая». Найтингейл назвал The Day Before «невероятно базовой игрой, в которой мало что есть». Габриэль Мосс из IGN крайне отрицательно оценил многие аспекты игры, назвав её «абсолютно разочаровывающей» и «одной из худших игр, в которую он когда-либо играл». Кирилл Примаков из PlayGround.ru негативно высказался о техническом состоянии, игровом процессе и уровне графики проекта. По его мнению, игра представляет собой «всего лишь пустой, бездушный мир с отсутствием увлекательных занятий». Рик Лейн из GamesRadar+ остался разочарован The Day Before, отметив, что «в игре нет ни значимых идей, ни оригинальных механик, ни креативных дизайнерских решений, ни, тем более, запоминающихся персонажей».

### Реакция разработчиков
24 января 2024 года, спустя два дня после закрытия серверов игры, Fntastic опубликовали письмо, в котором заявили, что студия не обманывала игроков и инвесторов, реализовала практически всё, что показывала в трейлерах, а больше всего на The Day Before заработали «определённые блогеры, которые с самого начала делали недостоверный громкий контент для просмотров и подписчиков». При этом студия отметила, что продолжает сотрудничество с издателем Mytona.